# اللغة الكجرية
اللغة الكجرية (گجرِی) لغة شعب الكجر، وهم ذوو تعداد كبير في جامو وكشمير. يتكلم بها 690,315 هنديا.

## حواش
1. ↑  كجري – ولفرم‌ألفا نسخة محفوظة 16 مارس 2016 على موقع واي باك مشين.